# رود کوروژچنا
رود کوروژچنا (انگلیسی: Korozhechna) یک رودخانه در استان تور کشور روسیه است.